# Hans Kurt von Ditfurth
Hans Kurt Richard Eduard Friedrich Franz von Ditfurth (* 9. April 1885 in Cassel; † 1945 in Łódź) war ein deutscher Verwaltungsjurist und ab 1937 Präsident der Preußischen Bau- und Finanzdirektion in Berlin.

## Leben und Wirken
Hans von Ditfurth entstammte dem Adelsgeschlecht Ditfurth, einer preußischen Offiziersfamilie, und schlug eine Verwaltungslaufbahn ein. Am 6. Juni 1919 legte er die juristische große Staatsprüfung ab. Am 1. April 1937 wurde er von Adolf Hitler zum Präsidenten der Preußischen Bau- und Finanzdirektion in Berlin ernannt. Damit war er den Regierungspräsidenten als Behördenleiter gleichgestellt. Er starb im Dienstrang eines Majors 1945 in polnischer Kriegsgefangenschaft.
Sein gleichnamiger, 1917 geborener Sohn Hans Kurt fiel 1941 im Zweiten Weltkrieg.